# Massarelos
Massarelos was een freguesia in Portugese gemeente Porto en telt 7 756 inwoners (2001). In 2013 werd Lordelo do Ouro samengevoegd met Massarelos tot een nieuwe freguesia: Lordelo do Ouro e Massarelos.

## Geboren
- Diogo Jota (1996-2025), voetballer